# Liste der Gouverneure von Fujian
Dies ist die Liste der Gouverneure der chinesischen Provinz Fujian.
| Name           | Amtszeit  |
| -------------- | --------- |
| Wang Zhaoguo   | 1987–1990 |
| Jia Qinglin    | 1990–1994 |
| Chen Mingyi    | 1994–1996 |
| He Guoqiang    | 1996–1999 |
| Xi Jinping     | 1999–2002 |
| Lu Zhangong    | 2002–2004 |
| Huang Xiaojing | 2004–2011 |
| Su Shulin      | 2011–2015 |
| Yu Weiguo      | 2015–2018 |
| Tang Dengjie   | 2018–2020 |
| Wang Ning      | 2020–     |